# Тітуан Кастрік
Тітуан Кастрік (28 серпня 2004 , Сен-Мало ) — французький веслувальник, срібний призер Олімпійських ігор 2024 року.

## Виступи на Олімпіадах
| Олімпіада  | Дисципліна        | Місце |
| ---------- | ----------------- | ----- |
| Париж 2024 | байдарки-одиночки | 2     |
| Париж 2024 | байдарки-крос     | 9     |

## Зовнішні посилання
- Тітуан Кастрік на сайті International Canoe Federation (англійська)